# Strigivenifera venata
Strigivenifera venata is een vlinder uit de familie slakrupsvlinders (Limacodidae). De wetenschappelijke naam van deze soort is voor het eerst geldig gepubliceerd in 1895 door Aurivillius.
De soort komt voor in tropisch Afrika.